# Куртоая
Куртоая (рум. Curtoaia) — село в Унгенському районі Молдови. Входить до складу комуни, адміністративним центром якої є село Кондретешть.

## Населення
За даними перепису населення 2004 року у селі проживали 327 осіб.
Національний склад населення села:
| Національність       | Кількість осіб | Відсоток   |
| -------------------- | -------------- | ---------- |
| молдавани румуни     | 317 9          | 96,9% 2,8% |
| інша / без відповіді | 1              | 0,3%       |
| Всього               | 327            | 100%       |